# Zatoka Mangystauska
Zatoka Mangystauska (Zatoka Mangyszłacka; kaz. Маңғыстау шығанағы, Manggystau szyganagy; ros. Мангышлакский залив, Mangyszłakskij zaliw) – zatoka u wschodniego wybrzeża Morza Kaspijskiego, pomiędzy półwyspami Bozaszczy i Mangystau, otoczona od zachodu Wyspami Foczymi. Osiąga ok. 100 km długości i 70 km szerokości u wejścia. Głębokość wynosi od 9 do 14 m. W zimie zatoka zazwyczaj zamarza.